# Ọ̈
Ọ̈ (minuscule : ọ̈), appelé O tréma point souscrit, est une lettre latine utilisée dans la romanisation ISO 9. 
Il s’agit de la lettre O diacritée d’un tréma et d’un point souscrit.

## Représentations informatiques
Le O tréma point souscrit peut être représenté avec les caractères Unicode suivants : 
- composé et normalisé NFC (latin étendu additionnel, diacritiques) :

| formes    | représentations | chaînes de caractères | points de code | descriptions                                               |
| --------- | --------------- | --------------------- | -------------- | ---------------------------------------------------------- |
| capitale  | Ọ̈               | Ọ◌̈                    | U+1ECC U+0308  | lettre majuscule latine o point souscrit diacritique tréma |
| minuscule | ọ̈               | ọ◌̈                    | U+1ECD U+0308  | lettre minuscule latine o point souscrit diacritique tréma |

- décomposé et normalisé NFD (latin de base, diacritiques) :

| formes    | représentations | chaînes de caractères | points de code       | descriptions                                                           |
| --------- | --------------- | --------------------- | -------------------- | ---------------------------------------------------------------------- |
| capitale  | Ọ̈               | O◌̣◌̈                   | U+004F U+0323 U+0308 | lettre majuscule latine o diacritique point souscrit diacritique tréma |
| minuscule | ọ̈               | o◌̣◌̈                   | U+006F U+0323 U+0308 | lettre minuscule latine o diacritique point souscrit diacritique tréma |